# Münchweiler an der Rodalb
Münchweiler an der Rodalb è un comune di 2.938 abitanti della Renania-Palatinato, in Germania.
Appartiene al circondario (Landkreis) del Palatinato sudoccidentale (targa PS) ed è parte della comunità amministrativa (Verbandsgemeinde) di Rodalben.